# Mirza Džomba
Mirza Džomba (Rijeka, 28. veljače 1977.) je hrvatski rukometni reprezentativac bosanskohercegovačkih korijena i bivši član hrvatskog rukometnog prvoligaša RK Croatia Osiguranja (Zagreb). Igrao na poziciji desnog krila i jedan je od najboljih desnih krila na svijetu. Taj 191 cm visoki igrač klupsku je karijeru započeo u RK Zamet. Karijera ga je dalje vodila u RK Badel Zagreb, mađarski Fotex Veszprém, od 2004. godine, u Ciudad Real, a od 2007. igra za Croatia osiguranje Zagreb. S hrvatskom rukometnom reprezentacijom, za koju je odigrao 173 utakmica i postigao 667 golova, osvojio je zlata na SP 2003. u Portugalu i OI 2004. u Ateni, te srebro na SP 2005. u Tunisu. Kao član Hrvatske rukometne reprezentacije 2004. dobitnik je Državne nagrade za šport "Franjo Bučar"
Na EP 2004. u Sloveniji bio je najbolji strijelac prvenstva s 46 zgoditaka. Iste godine izabran je i u idealnu postavu na OI u Ateni. Kao član Ciudad Reala izabran je u najbolju postavu lige 2006. godine kada je bio i najbolji strijelac svoga kluba sa 136 zgoditaka.
Po šest puta je sa svojim klubom osvajao naslove državnog prvaka i pobjednika kupa. Čak je sedam sezona igrao u finalu rukometne Lige prvaka, ali je samo jednom njegova momčad bila najbolja (2005./2006. s Ciudad Realom).

## Priznanja

### Klupska
RK Zamet 
- Kadetsko prvenstvo (treći)(1) : 1994.
- Juniorsko prvenstvo (prvi)(1) : 1996.
- Prva B HRL(1) : 1995./96.

RK Zagreb 
- Prva HRL(7) : 1996./97., 1997./98., 1998./99., 1999./00., 2007./08., 2008./09., 2009./10.
- Hrvatski rukometni kup(7) : 1998., 1999., 2000., 2007., 2008., 2009., 2010.
- EHF Liga prvaka doprvaci(3): 1996./97., 1997./98., 1998./99.

KC Tragi Veszprém 
- Prva liga(3) : 2001./02., 2002./03., 2003./04.
- Mađarski kup(3) : 2002., 2003., 2004.
- EHF Liga prvaka doprvaci(1) : 2001./02.
- Europski superkup doprvaci(1) : 2002./03.

BM Ciudad Real 
- Prva Liga(viceprvaci)(2) : 2004./05., 2005./06., 2006./07.
- Španjolski superkup(1) : 2004.
- EHF Liga prvaka(1) : 2005./06.
- EHF Liga prvaka doprvaci(1) : 2004./05.
- Asobal kup(1) : 2005., 2006.
- Europski superkup(1) : 2006.

Vive Targi Kielce 
- Prva liga(2) : 2010./2011., 2011./2012.
- Kup(2) : 2011., 2012.

### Reprezentativna
Hrvatska 
- Bari 1997. – zlato
- Njemačka 1999. – srebro
- Tunis 2001. – zlato
- Portugal 2003. zlato
- Atena 2004. – zlato
- Franjo Bučar 2004.
- Tunis 2005. – srebro

### Individualna
- Najbolji strijelac Reprezentacije – 667 golova
- Najbolji strijelac EP 2004. – 46 golova
- Najbolje desno krilo na Olimpijskim igrama 2004.
- Najbolji strijelac Ciudad Reala – 136 golova
- Najbolje desno krilo u povijesti Lige prvaka – 2013.
- All-star team EHF-a u proteklih 20. godina – 2013.
- Najbolji rukometaš svijeta: 2005. (treći), 2006. (drugi)

## Vanjske poveznice
- Neslužbena stranica  Arhivirana inačica izvorne stranice od 12. listopada 2007. (Wayback Machine)